# روز كوفمان
روز كوفمان (بالإنجليزية: Rose Kaufman)‏ هي كاتبة سيناريو أمريكية، ولدت في 30 مارس 1939 في Saugus, Massachusetts ‏ في الولايات المتحدة، وتوفيت في 7 ديسمبر 2009 في سان فرانسيسكو في الولايات المتحدة بسبب سرطان.

## وصلات خارجية
- روز كوفمان على موقع IMDb (الإنجليزية)
- روز كوفمان على موقع ألو سيني (الفرنسية)
- روز كوفمان على موقع أول موفي (الإنجليزية)
- روز كوفمان على موقع قاعدة بيانات الأفلام السويدية (السويدية)
- روز كوفمان على موقع قاعدة بيانات الفيلم (الإنجليزية)
- روز كوفمان على موقع كينوبويسك (الروسية)